# Oregmopyga sanguinea
Oregmopyga sanguinea är en insektsart som beskrevs av Miller in Miller och Mckenzie 1967. Oregmopyga sanguinea ingår i släktet Oregmopyga och familjen filtsköldlöss. Inga underarter finns listade i Catalogue of Life.